# Кулахметов, Гафур Юнусович
Гафу́р (Габдулгафу́р) Юну́сович Кулахме́тов (Кулахме́тьев, тат. Гафур Коләхмәтов; 22 апреля (4 мая) 1881, Пенза — 1 апреля 1918, дер. Татарские Юнки, Пензенская губерния) — деятель татарской культуры, драматург, первый татарский пролетарский писатель, переводчик. Революционер, общественный деятель.

## Биография
Родился в семье мелкого промышленника. В 1902 окончил Казанскую учительскую школу, в 1902—1912 учительствовал в Пороховой слободе в Казани.
Участник революционного движения в Российской империи с 1902. Участвовал в нелегальных кружках социал-демократов, читал ленинскую «Искру», изучал произведения К. Маркса. Занимался агитационной деятельностью среди рабочих. Переводил на татарский язык революционную литературу, распространял её с 1903. В 1905 подвергся аресту царских властей.
В 1905—1906 сотрудничал в демократической печати. Был ближайшим другом и соратником известного татарского большевика Х. Ямашева (редактора первой татарской большевистской газеты «Урал» в 1907).
Гафур Кулахметов скончался 1 апреля 1918 года в Краснослободской районной больнице.

## Творчество
Литературную деятельность начал в период революции 1905.
Первая его пьеса «Ике фикер» (Две мысли) (1906, опубликована 1929), полусимволически изображавшая борьбу двух идей — красной и чёрной, борьбу, кончающуюся победой «красной мысли» — пролетарской революции, до Октябрьской революции была запрещена цензурой. Также не были разрешены цензурой его пьесы «Кем гаепле» (Кто виноват) и «Абу-Джехль» (последнюю — антирелигиозную по содержанию — изъяли из типографии, где она была уже наполовину набрана). В 1906 опубликовал поэму «Разрушенный мол», призывавшую к борьбе с царизмом.
В напечатанной в 1908 пьесе «Яшь гумер» (Молодая жизнь) изображена жизнь революционной молодежи. Впервые в татарской литературе показывал революционных рабочих, развивал тему пролетарской интернациональной солидарности.
Кроме того Г. Кулахметовым написано несколько рассказов и газетных статей.